# John Steen Olsen
John Steen Olsen (Kopenhagen, 4 januari 1943) is een Deens ex-voetballer en scout. Sinds 1995 is Olsen scout voor Ajax in Scandinavië. Als voetballer kwam Olsen uit voor onder meer Hvidovre IF, FC Utrecht en Feyenoord.

## Voetballer
Olsen begon zijn carrière als betaald voetballer bij Hvidovre IF, met Hvidovre werd Olsen in zijn debuutseizoen (1965/1966) kampioen van Denemarken in de Superligaen. In 1969 kwam Olsen naar Nederland. Hij tekende een contract bij DOS, de voorganger van FC Utrecht. In 1970 fuseerden DOS, Elinkwijk en Velox (beide ook Utrechtse clubs) tot FC Utrecht, waarna DOS en de genoemde clubs teruggingen naar de amateurs.
In de seizoenen 1974/75 en 1975/76 kwam Olsen uit voor Feyenoord. Met Feyenoord werd Olsen twee keer tweede in de Eredivisie. Olsen kwam in zijn laatste seizoen bij Feyenoord (1975/76) ook nog uit voor FC Utrecht. Hij speelde voor de Utrechtenaren vijftien duels, waarin hij 5 keer wist te scoren.

## Scout
Sinds 1995 is Olsen scout voor Ajax in Scandinavië. Zo scoutte hij onder andere Jesper Grønkjær, Zlatan Ibrahimović, Christian Eriksen, Nicolai Boilesen, Tobias Sana, Markus Bay, Lucas Andersen, Kasper Dolberg, Viktor Fischer en Mohammed Kudus. Op 10 november 2017 werd hij door Ajax met terugwerkende kracht vanaf 1 juli 2017 tot lid benoemd.
Per 1 juli 2022 heeft John Steen Olsen aangegeven een punt achter zijn loopbaan bij Ajax te zetten.